# Huria Kristen Batak Protestan
Die Huria Kristen Batak Protestan (HKBP), (deutsch: Christlich-Protestantische Toba-Batakkirche)  ist eine lutherische Kirche.

## Geschichte
1861 begann die Rheinische Missionsgesellschaft mit der Missionierung in den Batakgebirgen auf Sumatra, Indonesien. Von 1864 bis 1918 war der Missionar Ludwig Ingwer Nommensen in dem Gebiet tätig. Er setzte sich für die Ausbildung einheimischer Pfarrer ein, so dass die Kirche schon 1930 ihre Selbständigkeit erlangte.

## Die Kirche heute
Die Kirche hat gegenwärtig rund 4,1 Millionen Mitglieder und ist damit die größte evangelische Kirche Indonesiens. Die Gemeinden liegen nicht nur auf Sumatra, sondern in ganz Indonesien, einige auch in den Nachbarländern. Die HKBP unterhält Schulen, Krankenhäuser und Sozialstationen, seit 1954 auch eine nach Nommensen benannte Universität in Medan und in Pematang Siantar in Nordsumatra. Leitender Bischof (Ephorus) ist seit 2020 Robinson Butarbutar.
Die Kirche ist Mitglied im Lutherischen Weltbund, in der Christian Conference of Asia und im Ökumenischen Rat der Kirchen sowie der Vereinten Evangelische Mission (VEM).
Im Januar 2010 wurden zwei Kirchen der HKBP in Sibuhuan angezündet.